# Коза-дереза (опера)
«Коза-дереза» — є невеличкою дитячією оперою українського композитора Миколи Лисенка. Створена у 1888 році для потреб власної родини та знайомих композитора; зараз є популярним твором, який звучить у українських музичних школах.

## Походження та історія твору
Микола Лисенко вважається засновником української сучасної музики і, крім усього іншого, першим автором українських опер для дітей. Дитячі опери Лисенка призначені не лише для дітей, а написані безпосередньо для виконання дітьми. Лібрето для них написала поет Людмила Олексіївна Василевська-Березіна (1861—1927), під псевдонімом Дніпрова Чайка. «Коза-Дереза» стала найпопулярнішою з них, написана на тему відомої української казки (байки).
Як і у випадку з двома іншими дитячими операми Лисенка, прем'єра «Кози-дерези» відбулася в квартирі Лисенка (Рейтарська, 12, Київ) — безпосередньо в кабінеті композитора — в колі сім'ї та друзів у 1890 році. Окрім самого композитора, музичну постановку та супровід фортепіано проводила його дружина Ольга Антоніївна Липська, оперні партії виконували діти Лисенків (Катерина, Галина та п'ятирічний Остап, який виконував роль Вовчика), а також діти з дружніх сімей Старицьких, Ліндфорсів та інших. Режисером, хореографом та костюмером стала молода поетеса Леся Українка.
«Коза-дереза» — суто комічна камерна опера, написана для дітей дошкільного або молодшого шкільного віку. Сам композитор називав її «опера» або «комічна опера». У пролозі виступає супроводжуваний хор, актори в цій частині (тобто Дідусь і Коза-дереза) говорять прозою. Сама опера повністю співається. Монологи з тваринами створюються на основі відомих українських народних пісень, іноді з оригінальними текстами (Я лисичка, я сестричка), але переважно з новими текстами на оригінальну народну мелодію. Акомпанемент підтримує дитячі голоси і в авторській версії написаний лише для фортепіано (лише набагато пізніше, при виконанні на професійних сценах, з'явився неавторський оркестровий варіант). Опера відносно коротка, триває близько 20 хвилин.
Невовзі після прем'єри оперу звучала у знайомих композитора: у будинку професора історії Київського університету І. Лучицького його поставили троє дітей ведучого разом з дітьми Лисенка. У 1892 році на честь 50-річчя Лисенка його поставила в місті Тишківці сім'я друга композитора Володимира Шухевича.
Вперше опера була надрукована незабаром після її створення, у 1890 р. у львівському журналі «Дзвінок» ; через рік опера вийшла окремим друком. Потім послідували видання в Києві (1895) та Москві (1896), пізніше у Львові було підготовлено нове видання (1923), а за ним послідувало ряд інших (зокрема, у 1989 р. Музична Україна), завдяки чому опера стала відомою спочатку на Галичині, але незабаром і на сході України. Таким чином, «Коза-дереза» стала фактично найвиконуванішою оперою за життя композитора. 25 листопада 1903 р. у присутності багатьох глядачів вона була виконана у великій залі Національного дому вихованцями школи Т. Шевченка у Львові з нагоди 35-ї річниці музичної діяльності Лисенка. У 1907 році оперу поставив у селі Затишне разом із дітьми та дітьми із села Марко Кропивницький, що також мало більше, ніж місцеве значення. Постановка авангардного київського театру «Молодий театр» режисера Леся Курбаса (прем'єра 22 квітня 1919 р.) стала кроком до професійної вистави — але все ж із залученням дітей.
У 1950-х роках праця Лисенка була опублікована колективно, з низкою музичних та текстових змін та оновлень; дитячі опери були опубліковані в 1954 р. у дев'ятому з двадцяти томів під редакцією Михайла Верківського та тексту Максима Рильського. Тоді ж опери були оркестровані (авторська версія написана лише під супровід фортепіано). Так, 2 травня 1955 року в Харківському державному академічному театрі опери та балету відбулася професійна прем'єра нової версії опери М. В. Лисенка під керівництвом Анатолія Васильовича Калабучина.
Завдяки тому, що опера має короткий, жвавий сюжет, добре відомі мелодії, привабливих персонажві і невибагливий до постановки з чисто музичної та практичної точок зору, «Коза-дереза» входить до навчального репертуару в музичних школах. Серед значних останніх постановок — постановка 2009 року, яку в Музеї Миколи Лисенка здійснили учні Київської середньої спеціалізованої музичної школи М. В. Лисенка.
Вже в 30-х, а потім у 50-х роках на Київському радіо було здіснено запис «Кози-дерези» за участю професійних співаків. У 1995 році опера знову була записана Держтелерадіо України під керівництвом Святослава Івановича Литвиненка.
Опера після Другої світової війни була перекладена чеською мовою Яном Бранбергером.

## Дійові особи
- Коза-дереза — меццо-сопрано
- Лисичка-сестричка — сопрано
- Зайчик-лапанчик — сопрано
- Рак-неборак — тенор
- Вовчик-братик — баритон
- Ведмідь-Товстолап — баритон
- Дідусь — бас

## Сюжет опери
(Вступ-пролог, перед завісою) Дідусь купив у Києві на ринку козу. Він привів її додому і передав бабусі, щоб вона її випасла і напоїла. Вона так і зробила, але коли дідусь повернувся, і спитав козу, чи добре вона випила і поїла, коза поскаржилася, що у нічого іншого не їла не пила, а тільки кленовий лист і краплю води. Дідусь розсердився, побив бабусю і сам вивів козу на пасовище. Там коза паслась і поїла, але коли вони повернулись, вона знову відмовила дідусеві, що не їла і не пила. Дідусь розсердився, прив'язав козу біля сараю і вже шукав на неї ножа, але коза відірвалася і втекла до лісу. (Хор "Гм! Гм! У Києві на базарі / Хм! Гм! Під Києвом на базарі, перерваний розмовним діалогом.)
(Сцена — Дуб і лисича діра під ним) Лисичка-сестричка проходить перед своєю норою: вона завжди активна, і тепер вона йде до гаю з квітами, щоб прикрасити свій дім (пісня Л Лиснчка, я сестричка). З'являється Коза що тікає від діда і жаліється (Горе мені, горе). Вона бачить нору Лисички і ховається в ній. Лисичка повертається і хоче увійти до своєї домівки, але Коза проганяє її, тупаючи та стукаючи (Я Коза-дереза / Я Коза-дереза). Лисичка сумно йде. Вона зустрічає Зайчика, який здивований тим, хто її прогнав (діалог Добрий вечір, Лисонько / Добрий вечір, Лисонько), йде заглядати в нору, але і його Коза проганяє.
Тоді Лисичка зустрічає Вовчика-братика, який обіцяє їй допомогти (пісня Ой, я, сірий Вовчок). Але і Вовк марно намагається налякати Козу. Коза тріумфує, танцює та співає (Ось вам Коза, хитра та лукава). Тоді з'являється Ведмідь (пісня Ходив я, ходив по всіх пасіках). Він також хоче допомогти Лисичці, але дивне істота з рогами проганяє його так само, як і попередніх тварин.
Коли приходить маленький Рак (пісня Ой, я Рак-неборак): це маленька тваринка, але співає завзято як гетьман. Лисича вже не плекає великої надії, але він береться прогнати козу, а тварини з лісу сходяться аби подивитись, як це відбуватиметься (хор іодим, братця, воювати / Ходим, братця, воювати). Коза сміється з Рака, але Рака неможливо прогнати, коли вона тупає і стукає, він хапає її за пазур і витягує з лисячої нори. Тепер усі тварини б'ють Козу і відводять у глибину лісу, де її чекає невідома доля. Коза сумно кричить: «Мекеке, мекеке».